# Bali-Bali
 (février 2023).
Si vous disposez d'ouvrages ou d'articles de référence ou si vous connaissez des sites web de qualité traitant du thème abordé ici, merci de compléter l'article en donnant les références utiles à sa vérifiabilité et en les liant à la section « Notes et références ».
Le Bali-Bali ou le mouton peul du Mali, Niger et du Burkina Faso est une race ovine locale du Mali, Niger, Sénégal et du Burkina Faso principalement élevée pour sa viande. Il fait partie du groupe des moutons à poils à queue fine et plus particulièrement au type africain à longues pattes. Il fait partie des quatre races ovines principales de ces pays et est parmi les races les plus répandues d'Afrique de l'Ouest.

## Origine
Le Bali-Bali est originaire des moutons peuls (ou race peuhle) élevés par le peuple des Peuls et qui se diffusèrent dans toute l'Afrique de l'Ouest. Les moutons s'adaptèrent aux diverses régions et donnèrent naissance à diverses races locales, variantes du mouton des Peuls. Il est parfois appelé mouton du Sahel, Ful funi ou Fulani.
Parmi les autres moutons peuls, on trouve le Toronké au Soudan, le Peul-peul au Sénégal et le Sambourou chez les tribus peules du Sahel.

## Description
C'est un mouton de grande taille, haut sur ses pattes, au front plat et à poil ras. Ses oreilles qui sont une de ces principales caractéristiques distinguables sont assez longue et mesure entre 15 et 30cm de longueur et 5 à 10cm de largeur. La robe du Bali-Bali est claire. Le blanc est la couleur dominante, avec parfois des taches noires ou fauves autour des yeux et sur les oreilles. Certains sujets sont pie noir ou pie fauve voire noir. Les cornes horizontales et spirales sont très développées chez le mâle et fines ou absentes chez la femelle. La queue est longue. Le garrot est saillant. Les poils sont ras et très peu cotonneux.

## Élevage et production

### Le Bali-Bali lors de la fête deTabaski
Le mouton joue un rôle socio-culturel très important lors de Tabaski et chaque année, plus de 500 000 moutons sont sacrifiés au Sénégal. L'animal est un symbole du statut social et financier de l'acheteur, son choix est donc très important. Le Bali-Bali est le mouton rural et il est peu recherché par les populations en zone urbaine. Il est en général acheté par les familles aux revenus modestes. Mais à la suite de la demande de plus en plus importante pour la fête, une sélection sur la couleur des robes du Bali-Bali est faite. En effet, le mouton de Tabaski recherché doit être de couleur claire, de préférence blanc.

### Amélioration de la race
Le Bali-Bali est une race très prisée dans le métissage et l'amélioration de race afin de combler ses lacunes et celles des espèces croisées. Plusieurs de ces croisements et amélioration ont donné des sous-races comme le Bali-Bali Horon et le Tchadien au Mali.